# Pour La Réunion
Pour les articles homonymes, voir PLR.
Pour La Réunion (PLR) est un parti politique réunionnais. Issu d'une scission du Parti communiste réunionnais (PCR), il est fondé en 2012 par Huguette Bello, alors députée de La Réunion et maire de Saint-Paul.

## Contexte de création
À l'occasion des élections législatives de 2012, la direction du Parti communiste réunionnais annonce en décembre 2011 sa volonté de « parachuter » Huguette Bello, députée sortante de la 2e circonscription de La Réunion, dans la 7e circonscription. En réaction, celle-ci maintient sa candidature dans la 2e circonscription contre le candidat officiel du PCR, et envisage la création d'un comité de soutien via les réseaux sociaux,. Elle est exclue du parti le 21 février 2012.
Le mouvement « Pour La Réunion » est officialisé le 13 mai 2012 lors d'un meeting au Ciné Cambaie de Saint-Paul, devant plus de 600 personnes. Les médias réunionnais qualifient cette scission de « lutte fratricide »,.
Le 10 juin 2012, Huguette Bello est réélue députée dès le premier tour de scrutin avec 67,14 % des suffrages exprimés.

## Campagnes

### Élections municipales de 2014
Dans la perspective des élections municipales de 2014, le PLR désigne comme têtes de liste Huguette Bello à Saint-Paul et Olivier Hoarau au Port. Ce dernier remporte le scrutin avec 55,31 % des suffrages quand Huguette Bello est battue à Saint-Paul avec 46,40 % face à la liste de droite de Joseph Sinimalé.
Plusieurs maires, qui autrefois défendaient les couleurs du PCR, avaient déjà rejoint le mouvement lors de sa création : Roland Ramakistin aux Trois-Bassins, Jacques Técher à Cilaos et Daniel Alamélou à Sainte-Suzanne.

### Élections régionales de 2015
En décembre 2015, le PLR fait liste commune avec le Parti socialiste, Europe Écologie Les Verts, le Mouvement citoyen réunionnais et l'Union démocratique pour Saint-André aux élections régionales. Huguette Bello est désignée comme tête de liste et candidate de la gauche à la présidence du conseil régional de La Réunion.
La liste obtient 23,80 % des voix au premier tour, ce qui la place en deuxième position derrière le président sortant Didier Robert (Les Républicains). Pour le second tour, Huguette Bello rallie à sa cause Thierry Robert (MoDem) et Patrick Lebreton (dissident du PS) au sein d'une liste d'union de la gauche qui obtient 47,31 % des suffrages et 16 sièges au conseil régional,. Ces élus siègent au sein du groupe Le Rassemblement.

### Scrutins nationaux de 2017
Pour l'élection présidentielle de 2017, le PLR décide de ne pas choisir entre Benoît Hamon et Jean-Luc Mélenchon et appelle donc à voter pour les deux candidats. Huguette Bello donne son parrainage d’élue à Jean-Luc Mélenchon.
Lors des élections législatives, Huguette Bello reçoit le soutien de La France insoumise qui ne lui oppose pas de candidat dans la 2e circonscription de La Réunion,. Réélue pour un cinquième mandat avec 73,59 % des voix au second tour, elle se rattache au Parti communiste français au titre du financement de la vie politique. À l'Assemblée nationale, elle siège depuis 2007 au sein du groupe de la Gauche démocrate et républicaine.
Le PLR présente également la candidature d’Emmanuel Séraphin dans la 7e circonscription de La Réunion, mais il est éliminé au premier tour, obtenant 10,85 % des voix.
Aux élections sénatoriales de 2017, le PLR présente trois candidats sur la liste « La gauche rassemblée pour La Réunion » (Le Progrès - PLR - MCR) : Monique Marmitou-Tacoun, Janick Cidney et Jasmine Beton,. La liste arrive en troisième position avec 10,24 % des suffrages exprimés et n'obtient aucun élu.

### Élection législative partielle de 2018
Une élection législative partielle est organisée les 23 et 30 septembre 2018 dans la 7e circonscription de La Réunion, après la décision du Conseil constitutionnel de démettre Thierry Robert de ses fonctions de député. Comme en 2017, le PLR présente la candidature d’Emmanuel Séraphin, conseiller municipal d’opposition à Saint-Paul. Il est soutenu par le Parti socialiste, mais aucun accord n’a pu être trouvé entre le PLR et La France insoumise en vue d’une candidature commune.
Soutenu par Olivier Hoarau et par Huguette Bello, Emmanuel Séraphin a comme suppléante Laurène Nativel, conseillère municipale de Saint-Louis et conseillère régionale.
Il recueille 9,49 % des voix au premier tour, ce qui le place en quatrième position, pour un taux de participation de 23,15 %.

### Élections européennes de 2019
Pour les élections européennes de 2019, le PLR n’a pas de candidat investi sur une des listes en présence, à l’inverse du Parti communiste réunionnais qui présente la candidature de Julie Pontalba sur la liste du PCF. Le PLR ne donne pas de consigne de vote, mais appelle à voter pour une liste de gauche et sanctionner Emmanuel Macron.

### Élections municipales de 2020
En juillet 2019, la présidente du PLR Huguette Bello annonce qu’elle sera, comme en 2014, candidate aux élections municipales de 2020 à Saint-Paul. Elle reçoit dans la foulée le soutien du PCR, avec lequel le parti a engagé des discussions en vue de constituer des listes communes pour ces élections. À l’issue du premier tour, Huguette Bello arrive en tête à Saint-Paul avec 36,59 % des voix, tandis qu’Olivier Hoarau est d’emblée réélu au Port, sa liste ayant obtenu 58,26 %.
Lors du second tour du 28 juin, Huguette Bello reconquiert la mairie de Saint-Paul avec 61,75 % des suffrages exprimés face à une liste d’union de la droite, et Jacques Técher l'emporte à Cilaos avec 55,42 % des voix dans le cadre d'une triangulaire,.

### Élection législative partielle de 2020
Une élection législative partielle est organisée les 20 et 27 septembre 2020 dans la 2e circonscription de La Réunion, à la suite de la double démission d’Huguette Bello, députée depuis 1997, et de son suppléant Olivier Hoarau, pour cause de cumul des mandats. Le PLR présente la candidature de Karine Lebon, conseillère municipale de Saint-Paul, qui reçoit le soutien du Parti communiste réunionnais, du Parti socialiste et de La France insoumise.
À l’issue du premier tour, elle obtient 52,15 % des voix, mais la forte abstention ne lui permet pas d’être directement élue. Elle l’emporte au second tour avec 71,96 % des voix, dans un contexte de crise sanitaire liée à la pandémie de Covid-19.

### Élections régionales et départementales de 2021
Dans la perspective des élections régionales de 2021 à La Réunion, des pourparlers sont engagés entre le PLR et le PS pour tenter de composer une liste unique. Les négociations échouent en février 2021, chaque parti choisissant de présenter sa propre liste pour le premier tour. En avril 2021, Huguette Bello annonce ainsi sa candidature à la tête d'une liste réunissant les partis Pour La Réunion, La France insoumise et Croire et Oser,, qui arrive en deuxième position au premier tour avec 20,74 % des voix.
Les listes d'Huguette Bello, d'Ericka Bareigts (PS) et de Patrick Lebreton (DVG) fusionnent pour le second tour, obtenant 51,85 % des suffrages et 29 sièges, ce qui permet à Huguette Bello d'être élue présidente du conseil régional de La Réunion le 2 juillet 2021.
Pour les élections départementales qui ont lieu simultanément, le PLR dispose de deux conseillers départementaux sortants, élus dans le canton du Port ; l'un d'eux se représente. Le parti présente également des binômes dans l'ensemble des cantons couvrant la ville de Saint-Paul. Aucun des candidats présentés par le PLR n'est élu.

### Élections législatives de 2022
Pour les élections législatives de 2022, le PLR s'allie avec La France insoumise, le Parti socialiste et Europe Écologie Les Verts au sein du « Rassemblement réunionnais », qui se veut le pendant réunionnais de la Nouvelle Union populaire écologique et sociale formée au niveau national.
La députée sortante du PLR, Karine Lebon, est candidate à sa succession dans la 2e circonscription de La Réunion, tandis que Frédéric Maillot est investi par le rassemblement dans la 6e circonscription. Les deux candidats sont élus. Une suppléante issue du PLR, Nadine Marée, est également présente dans la 3e circonscription,.

## Organisation
Le PLR est placé sous la présidence d'Huguette Bello et a pour secrétaire général Emmanuel Séraphin. Avec 24 délégations réparties dans toute l'île, il apparaît comme le troisième parti politique de La Réunion. En 2023, le mouvement revendique quelque 1 100 adhérents.

## Liste des présidents
| Période     | Période     | Identité       | Image          | Qualité |
| ----------- | ----------- | -------------- | -------------- | --- |
| 13 mai 2012 | En fonction | Huguette Bello | Huguette Bello | Institutrice Députée de La Réunion (2e circ.) (1997 → 2020) Conseillère générale de Saint-Pierre-3 (1988 → 1994) Maire de Saint-Paul (2008 → 2014 et 2020 → 2021) Présidente du conseil régional de La Réunion (2021 → ) |

## Représentation

### Assemblée nationale
- XIVe législature (2012-2017) :
  - Huguette Bello, députée de la 2e circonscription de La Réunion.
- XVe législature (2017-2022) :
  - Huguette Bello, députée de la 2e circonscription de La Réunion (2017-2020) ;
  - Olivier Hoarau, député de la 2e circonscription de La Réunion (2020) à la suite de la démission d'Huguette Bello ;
  - Karine Lebon, députée de la 2e circonscription de La Réunion (2020-2022) à la suite de la démission d'Olivier Hoarau.
- XVIe législature (2022-2024) :
  - Karine Lebon, députée de la 2e circonscription de La Réunion ;
  - Frédéric Maillot, député de la 6e circonscription de La Réunion.
- XVIIe législature (depuis 2024) :
  - Karine Lebon, députée de la 2e circonscription de La Réunion ;
  - Frédéric Maillot, député de la 6e circonscription de La Réunion.

### Sénat
- Période 2023-2026 :
  - Évelyne Corbière, sénatrice de La Réunion.

### Maires de La Réunion
- Emmanuel Séraphin, maire de Saint-Paul.

## Résultats électoraux

### Élections législatives
| Année | 1er tour | 1er tour | 2d tour | 2d tour | Sièges | Rang | Gouvernement |
| Année | Voix     | %        | Voix    | %       | Sièges | Rang | Gouvernement |
| ----- | -------- | -------- | ------- | ------- | ------ | ---- | ------------ |
| 2012  | 25 734   | 9,94     |         |         | 1 / 7  | 4e   | Opposition   |
| 2017  | 15 871   | 7,81     | 24 559  | 10,81   | 1 / 7  | 4e   | Opposition   |
| 2022a | 20 373   | 10,55    | 30 823  | 14,47   | 2 / 7  | 2e   | Opposition   |
| 2024b | 39 962   | 13,37    | 72 033  | 23,34   | 2 / 7  | 2e   | Opposition   |

a Au sein de la Nouvelle Union populaire écologique et sociale.

b Au sein du Nouveau Front populaire.